# Pomník obětem 2. světové války (Vysoká nad Labem)
Pomník obětí 2. světové války ve Vysoké nad Labem připomíná událost ze 7. května 1945, kdy zde bylo německými vojáky zastřeleno 6 ruských zajatců a 4 občané Vysoké nad Labem. Pomník je od roku 1958 chráněn jako nemovitá kulturní památka ČR.

## Popis
Památník v podobě stély z hrubě opracovaného pískovce se nachází na mírném hřebínku vedle silnice zhruba 100 m od tamější hájovny. Stéla mírně podkovitého tvaru je umístěna na nízkém betonovém soklu.
Na stéle je nahoře umístěn nízký kruhový reliéf zobrazující v profilu hlavu mladého muže, hledícího vlevo se zavřeným okem. Nad hlavou je v oblouku datum 7. V. 1945. Pod reliéfem je umístěn nápis v kapitálkách: „OBĚTEM/ NĚMECKÉ ZVŮLE/ 6 BRATRŮM RUSŮM/ A NAŠIM OBČANŮM“.
Pomník je umístěn na vyvýšeném oválu a ovál je obezděn zídkou z hrubě přitesaných pískovcových kvádrů. Povrch oválu je vysypán jemnou štěrkovou drtí. V čelní části oválu se nalézají tři pískovcové schody.
Za stélou je ve vzdálenosti 1 m umístěna zídka z hrubě přitesaných pískovcových kvádrů. V horní části zídky jsou zapuštěny hladké pískovcové kvádry, na kterých jsou vytesána jména zavražděných obyvatelů obce Vysoká nad Labem.